# Anarchie à Samarra

Arbre généalogique de la dynastie abbasside au milieu et à la fin du IXe siècle

Le terme « Anarchie à Samarra » fait référence à la période de 861-870 durant laquelle le califat abbasside est marqué par une instabilité interne extrême et par la succession violente de quatre califes, qui deviennent des marionnettes entre les mains de puissants groupes militaires rivaux. Le terme dérive de la capitale et siège de la cour califale de Samarra. L'« anarchie » commence en 861, avec le meurtre du calife al-Mutawakkil par sa garde turque. Son successeur, al-Muntasir, règne pendant six mois avant d'être empoisonné par les chefs militaires turcs. Il est remplacé par al-Musta'in. Les divisions au sein des militaires turcs lui permettent de fuir à Bagdad en 865 avec le soutien de certains chefs turcs (Bugha le Jeune et Wasif) et des Tahirides, mais le reste de l'armée turque choisit un nouveau calife en la personne d'al-Mu'tazz et assiège Bagdad, forçant la capitulation de la ville en 866. Musta'in est exilé à Médine puis décapité alors qu'il priait. al-Mu'tazz est un calife capable et énergique, et essaye de contrôler les chefs militaires et de les exclure de l'administration civile. Sa politique se heurte à leur opposition et, en juillet 869, les Turcs entrent dans son palais, lui donnent des coups de pied, pour le jeter en prison et meurt affamé. Son successeur, al-Muhtadi, tente également de réaffirmer l'autorité du calife, mais il est emprisonné et fouetté à mort en juin 870. Avec sa mort et l'ascension d'al-Mu'tamid, la faction turque autour de Musa ibn Bugha, étroitement associée au frère de Mu'tamid et régent, al-Muwaffaq, devient dominante dans la cour du calife, mettant fin à l'anarchie. Bien que le califat abbasside ait pu organiser une reprise modeste au cours des décennies suivantes, les troubles de l'« anarchie à Samarra » ont infligé des dommages importants et durables aux structures et au prestige du gouvernement central abbasside, encourageant et facilitant les tendances sécessionnistes et rebelles dans les provinces du califat.